# Rosso Antico
Il Rosso Antico è un vermut italiano nato nel 1962 a Bologna dalla distilleria Jean Buton, all'epoca di proprietà della famiglia Sassoli de'Bianchi. Attualmente è prodotto nello stabilimento di San Lazzaro di Savena (BO) di proprietà del Gruppo Montenegro.

## Storia
Il Rosso Antico è un aperitivo a base di vino che nasce nel 1962 dall'esperienza liquoristica della distilleria Jean Buton, fondata nel 1820 dall'omonimo fondatore francese, lanciata e diretta dalla famiglia Sassoli de'Bianchi dalla fine dell'800 a tutto il XX secolo. In seguito la Buton venne acquisita dal Gruppo Montenegro nel 1999.
La sua popolarità cresce nel corso degli anni '60 e '70, tanto da essere definito il principe degli aperitivi, arrivando ad essere consacrato come un'icona del periodo anche grazie alle produzioni per Carosello con Fernandel (1974), Gino Cervi e Charles Aznavour (1980). Il Rosso Antico veniva consumato liscio: famoso lo slogan "Rosso Antico, l'aperitivo che si beve in coppa".
Nel 1977 il Rosso Antico è stato brevemente ritirato dal mercato dal produttore in via precauzionale a causa del contenuto di colorante E123, successivamente non più utilizzato. Il Rosso Antico è oggi classificato come vermut.

## La bottiglia
Uno degli elementi più iconici del Rosso Antico è la forma della bottiglia, rimasta immutata nel tempo. Nel 2018 la bottiglia è stata oggetto di un restyling volto al recupero dell’immagine storica degli anni '60.  Numerosi dettagli richiamano l’identità storica del prodotto: lo stemma della Premiata Distilleria, il suo anno di fondazione (1820) e la firma di Jean Buton. L’etichetta richiama le erbe aromatiche presenti nel prodotto.
Negli anni '70 Salvador Dalì realizza tre versioni della bottiglia in edizione limitata caratterizzate da motivi floreali e da tinte dal celeste al blu intenso.

## Caratteristiche
Il Rosso Antico è un vermouth dalla formula complessa, nata dall'unione di vini bianchi selezionati e trentatré erbe aromatiche, che contribuiscono a conferirgli un gusto ricco ed equilibrato. L'elemento distintivo del bouquet del Rosso Antico è l'Iris florentina che, da ricetta tradizionale, viene lavorata singolarmente attraverso un processo artigianale. Tre specie di artemisia (assenzio maggiore, assenzio gentile e assenzio pontico) gli conferiscono il suo grado di amaricità.

## Degustazione e consumo
Le caratteristiche del Rosso Antico lo rendono molto adatto alla miscelazione in cocktail classici a base di vermut, come l’Americano. Viene servito anche liscio, freddo e con una scorza d’arancia, come si beveva una volta, oppure con un tocco di soda.

## Cultura
Il Rosso Antico è stato protagonista di numerose produzioni realizzate per il programma televisivo Carosello, che hanno contribuito ad accrescerne la notorietà: dalle pubblicità con Charles Aznavour, Fernandel e Gino Cervi, allo spot “C’era una volta il fiume di lacrime”, messo in onda nel 1971.

Una citazione del prodotto viene fatta da Giorgio Gaber nell'album Libertà obbligatoria del 1976.
(dal brano Si può)
Nel biennio 1984-1985 il Rosso Antico vide come testimonial la conduttrice Loretta Goggi.
L'aperitivo viene citato anche nella canzone Limiti di Caparezza dall'album Verità supposte del 2003.